# Social-démocratie de Pologne
Ne doit pas être confondu avec Social-démocratie de la République de Pologne.
La Sociale-démocratie de Pologne (en polonais Socjaldemokracja Polska, SDPL) est un parti politique polonais membre du Parti socialiste européen.

## Présentation
Il est fondé en avril 2004, par des membres de l'Alliance de la gauche démocratique ayant fait sécession. En mai 2005, le parti conclut un accord pour se présenter aux élections avec l'Union du travail et Verts 2004. Il présente également son propre candidat à l'élection présidentielle polonaise de 2005, Marek Borowski qui obtient 10,44 % des voix.
Pour les élections parlementaires de 2007, la Social-démocratie de Pologne prend part à la coalition Gauche et démocrates (LiD) avec trois autres formations de gauche et de centre-gauche : l'Alliance de la gauche démocratique, le Parti démocrate - demokraci.pl et l'Union du Travail.